# تغییر صدا
تغییر صدا (به انگلیسی: sound change) در زبان‌شناسی تاریخی، تغییری در تلفظ یک زبان است. تغییر صدا می‌تواند شامل جایگزینی یک صدای گفتاری (یا یه صورت کلی‌تر مقدار ویژگی آوایی) با یک صدای متفاوت باشد (به آن تغییر آوایی می‌گویند) یا تغییر کلی‌تری برای صداهای آوایی که موجودند (تغییر آواشناختی)، مثل ادغام دو صدا یا ساخت یک صدای جدید باشد. یک تغییر صدا می‌تواند صدای تاثیرگرفته را حذف کند، یا یک صدای جدید را اضافه کند. تغییرات صدایی می‌توانند به صورت محیطی شرطی شوند، این موضوع وقتی رخ می‌دهد که تغییر فقط در بعضی از محیط‌های آوایی اتفاق بیافتد و در بقیه اتفاق نیافتد.
اصطلاح «تغییر صدا» به تغییرات درزمانی اشاره دارد، که در سامانه صدایی زبان ایجاد می‌شود. از جهت دیگر، اصطلاح «جایگزینی» به تغییراتی اشاره دارد که به صورت همزمان پدید می‌آید (در زبان سخنگوی منفرد، و وابسته به صداهای همسایه) و سامانه زیربنایی زبان را تغییر نمی‌دهد (مثلا -s در جمع انگلیسی وابسته به صدای قبلی می‌تواند به صورت متفاوت تلفظ شود، مثل bet[s], bed[z] که نوعی جایگزینی است، نه تغییر صدا). از آنجایی‌که «تغییر صدا» می‌تواند به شروع تاریخی یک جایگزینی اشاره کند، این برچسب به صورت ذاتی غیردقیق است، و باید معمولا توسط ارجاع به یا تغییر آوایی یا ساخت‌مجدد روشن گردد.
تحقیقات تغییر صدا معمولا تحت این فرضیه هدایت می‌شود که «منظم» است، یعنی انتظار می‌رود که به صورت مکانیکی هر جاییکه شرایط ساختاری آن برآورده شود، و بدون توجه به جنبه‌های غیر-آوایی مثل معنای کلمه تاثیرگرفته اعمال شود. استثناهای آشکار برای تغییر صدا می‌تواند به علت اقتباس لهجه، شباهت گرامری، یا دیگر علت‌های شناخته یا ناشناخته ، و بعضی تغییرات که «گهگاهی» توصیف می‌شوند، اتفاق بیافتد، و از این جهت آن‌ها فقط روی یک یا تعداد کمی از واژه‌های به‌خصوص تاثیر می‌گذارند، بدون هیچ نظم آشکاری.
زبان‌شناسان نودستوری قرن نوزدهم  اصطلاح «قانون صدا» را برای اشاره به قوانین تغییر منظم معرفی کردند، شاید به علت محدودیت در قوانین فیزیکی، و اصطلاح «قانون» هنوز برای ارجاع به قواعد صدایی به‌خصوص استفاده می‌شود که به افتخار نویسندگان آن نامیده شده‌اند، مثل قانون گریم، یا قانون گرسمن و غیره. قوانین صدایی جهان واقعی معمولا استثنا می‌پذیرند، اما استثنای نظم آن‌ها یا فقدان وجود استثنا دارای ارزش اکتشافی زیادی است، که به زبان‌شناسان تاریخی اجازه می‌دهد که مفهوم «تناظر منظم» را با روش مقایسه‌ای تعریف کند.
هر  تغییر صدا در فضا و زمان محدود است، و از این رو در محیطی محدود (در لهجه‌های معین) و برای بازه زمانی محدود عمل می‌کند. برای این و دیگر علت‌ها، اصطلاح «قانون صدا» از این جهت مورد انتقاد است که یک معنی ضمنی جهانی‌بودن می‌دهد، که برای تغییر صدا واقعی نیست.
تغییر صدایی که روی سامانه آوایی تاثیر می‌گذارد، یا روی تعداد و توزیع واج‌هایش تاثیر می‌گذارد، یک تغییر آوایی نامیده می‌شود.